# Королёв, Анатолий Александрович
Анато́лий Алекса́ндрович Королёв  (род. 1949) — советский и российский композитор. Заслуженный деятель искусств Российской Федерации (1999).

## Биографическая справка
Родился в Ленинграде (Санкт-Петербурге).
Окончил Десятилетку при Санкт-Петербургской консерватории и Ленинградскую консерваторию по классу хорового дирижирования (проф. Е.П.Кудрявцева), композиции (1975, класс В.И.Цытовича), позже аспирантуру по композиции (класс проф. Б.А.Арапова). Профессор Петербургской консерватории, заслуженный деятель искусств России.
Автор симфонических, кантатно-ораториальных, хоровых, органных, камерных вокальных и инструментальных произведений. Активно работает в области электронной музыки. Автор книг, посвященных компьютерной музыке («Бесплатные компьютерные программы для музыканта», Композитор • СПб, 2008, «Музыкально-компьютерный словарь», Композитор • СПб, 2000).
Среди наиболее значительных сочинений: симфоническая поэма «О траве, камнях и воде», оратория на текст из древнерусских летописей и былин «Житие князя Владимира», хоровой концерт «Слава Богу за всё» на текст акафиста Григория Петрова, «Адажио» для хора и струнного оркестра, «Большой распев» для струнных, клавесина и ударных, электронная композиция «shalyapin.wav».
Член Союза композиторов Санкт-Петербурга.
Сочинения Анатолия Королева исполнялись во многих городах России, в различных странах Европы, в США, Японии, Австралии, в Южной Америке, транслировались по радио в ряде европейских стран.
Музыка Анатолия Королева звучит в программах международных фестивалей современной музыки в России и за рубежом, регулярно исполняется в концертах eNsemble петербургского института современного искусства Про Арте.

## Характеристика музыки
Странностями, по-своему новаторскими, обладает минималистическое кружево господина Королева. Главное в нем — способность запросто брать слушателя за руку, заручившись его доверием, и вести бог знает куда. Музыка Королева не кричит, заставляет к себе прислушаться. Нечерствое ухо обнаружит в ней потаенные смыслы, подкупающие не холодной значительностью, но живой человеческой трепетностью. (Коммерсант) Анатолий Королев. ПРЕССА

Название пьесы — второй части диптиха — отсылает к роману Виктора Пелевина «Чапаев и пустота», хотя никакой конкретной программы в музыке нет. Музыкальную композицию и роман объединяет разве что ироническая, — но одновременно и серьёзная, — апелляция к некоторым положениям буддизма и его символам. Махакала — божество войны в северном буддизме (в романе прямо не упоминается, однако подразумевается в ряде эпизодов)… А.Королев. Две компоZиции для eNsemble. Партитура

Лернейская гидра — отвратительна. Как известно, Лернейская гидра была девятиголовой, поэтому ансамбль состоит из 9-ти исполнителей. Для большей убедительности их инструменты должны быть плохо настроены (вернее — хорошо расстроены). Лидером ансамбля является виолончель, инструмент, возможно, наиболее подходящий для передачи драматизма этой сцены. Впервые в качестве ударного инструмента использованы доски, которые ломает исполнитель на ударных инструментах и треск которых изображает хруст костей жертв Лернейской гидры (коров, кажется). Сценография может быть решена самым различным образом: — абстрактно (в образе симпатичной девушки) или вполне конкретно (чудовище осматривается, перемещается в поисках жертвы, атакует, и, наконец, насытившись, уползает в своё логово). Красота и ужас в античном мире находились рядом, поэтому композиция, вместе со сценическим решением, является парной к «Послеполуденному отдыху фавна» К. Дебюсси. Анатолий Королев. АННОТАЦИИ

## Основные сочинения
- Flashlight music (Музыка для пятнышка света) интерактивная электронная композиция, 2010,
- «Музыка для листочка бумаги» интерактивная электронная композиция, 2010,
- «a2» для фортепиано и компьютера, 2009,
- «Путешествие» для симфонического оркестра, 2009,
- «Про мышь» композиция для тенора и ансамбля на текст из повести С. Соколова «Между собакой и волком», 2009,
- Credo для женского хора, 2008,
- Agnus Dei для солистов, хора и оркестра, 2008,
- «Протокол» композиция для хора, 2008,
- «На пороге» композиция для хора на стихи К.Войтылы (Папа Иоанн-Павел II), 2007,
- «Палимпсест» для симфонического оркестра, 2007,
- «Zoom» для виолончели соло, 2006,
- «Репетиция сна» для струнных и ф-но, 2006,
- «Структурная формула» для струнного оркестра, 2006,
- Спектры химических элементов — 4 мультимедийных этюда, 2005,
- Stabat Mater для меццо сопрано и смешанного хора, 2005,
- «Фигура речи» концерт для симфонического оркестра, 2005,
- «Школа для дураков» четыре фрагмента романа С. Соколова для солистов и инструментального ансамбля, 2004,
- «Четыре иллюстрации того, как новая идея огорашивает человека к ней не подготовленного» — мини опера в четырёх действиях с финалом по одноименной пьесе Д. Хармса, 2003,
- Марсианские народные танцы — лекция — концерт для ф-но, 2003,
- Две русские протяжные песни для голоса и ф-но, 2003,
- «Лернейская гидра» для виолончели и хорошо не темперированного ансамбля, 2002,
- «Екклесиаст 1 глава» для виолончели, аудио, видео, 2002,
- «ФІЛАРМОNIA» для симфонического оркестра, 2002,
- «Чтение» для флейты, двух квинтонов (альтов) и контрабаса, 2002,
- «Солнце. Луна. Звезды. То, что пролетает мимо» для женского хора на слова Сей-Сенагон, 2002,
- Махакала (Бой у станции Лозовая) для камерного ансамбля, 2001,
- Стихи о страшном суде для сопрано и камерного ансамбля, 2001,
- Litania для смешанного хора, 2000,
- «Письма римскому другу» цикл хоров на стихи И. Бродского, 2000,
- «Два размышления о Божием Величестве» кантата для двух хоров и оркестра на стихи М. Ломоносова, 1999,
- Shalyapin.wav электронная композиция, 1998,
- Ave Maria мотет для смешанного хора, 1997,
- 4 музыкальных момента для ф-но, 1997,
- Inventio для ансамбля солистов, 1996,
- «Памяти О. Мессиана» — мотет для хора и семплера, 1996,
- Партита для фортепиано, 1995,
- «Lux fulgebit» органум для сопрано и камерного ансамбля, 1995,
- Три фрагмента из Откровения Святого Иоанна (концерт для хора № 2), 1994,
- Концерт для скрипки и камерного оркестра, 1993,
- Трио для двух скрипок и виолончели, 1992,
- Элегия для органа, 1991,
- Три марша и гимн Единого Государства; Музыка старого дома. Сюита из радио спектакля «Мы» по роману Замятина, 1990,
- «Маленький путеводитель по русским народным песням» для фортепиано, 1990,
- «Adagio» для хора и струнных, 1990,
- «Andante» для симфонического оркестра, 1989,
- Чакона для фортепиано, 1989,
- «Слава Богу за все» — концерт для хора на текст акафиста Г. Петрова, 1988,
- «Con amore» для струнных, клавишных и гитары, 1987,
- «Притча, толкование, комментарий» для фортепиано, 1987,
- «Большой распев» — для струнных, клавесина и ударных, 1986,
- Три напева для органа, 1985,
- Три хора на стихи А. Тарковского, 1984,
- Два мотета Джезуальдо (реставрация для 6-ти голосного хора и версия для сопрано и камерного оркестра), 1983,
- «В шуме ветра» — для гобоя, фортепиано и трех групп ударных, 1983,
- «След в мире» хоровой цикл на стихи И. Бунина, 1982,
- Житие князя Владимира оратория для солистов, хора, оркестра, 1981,
- «Город от зари до полудня» поэма для симфонического оркестра, 1980,
- «О траве, камнях, воде» поэма для симфонического оркестра, 1979,
- Вступление и 4 песни к драме А. Блока «Роза и крест», 1977,
- Мадригал на стихи А. Блока для хора a capella, 1976,
- «Капли» стихи В. Катаева для хора a capella, 1976.